# Bebas Neue
Bebas Neue es una familia de fuentes tipográficas sans serif diseñada por Ryoichi Tsunekawa. Fue lanzada en 2010 y es una versión actualizada de la fuente Bebas, que se lanzó en 2005.

## Historia
Bebas Neue se remonta a su creador, Ryoichi Tsunekawa. Bebas Neue es una versión actualizada de la fuente Bebas, lanzada en 2005. La primera Bebas fue concebida como una tipografía sans serif con un diseño audaz y características distintivas. Sin embargo, la necesidad de mejoras y adaptaciones llevó a Tsunekawa a desarrollar la versión Bebas Neue, que vio la luz en 2010.
Esta nueva versión incorporó mejoras y ajustes que realzaron tanto la legibilidad como la estética general de la tipografía. Centrándose en la simplicidad y la versatilidad, Bebas Neue ganó popularidad como elección destacada para titulares, así como para el diseño de empaques y diversas aplicaciones.

## Descripción
Toma inspiración de las fuentes sans serif geométricas de la década de 1920, como Futura y Avant Garde. La apariencia de Bebas Neue es contemporánea y ordenada, caracterizada por su uso de formas geométricas simples y un marcado contraste. Su diseño se distingue por sus dimensiones generosas, lo que la hace especialmente adecuada para proyectos que buscan lograr un impacto visual fuerte y llamativo.
Ha encontrado aplicación en diversas áreas, abarcando desde películas y logotipos hasta carteles y sitios web. Ejemplos notables de su uso incluyen los títulos de películas reconocidas como La La Land y The Hunger Games.